# Santa Cruz de Lorica
Santa Cruz de Lorica – miasto w Kolumbii, w departamencie Córdoba.